# Försterdenkmal (Deister)

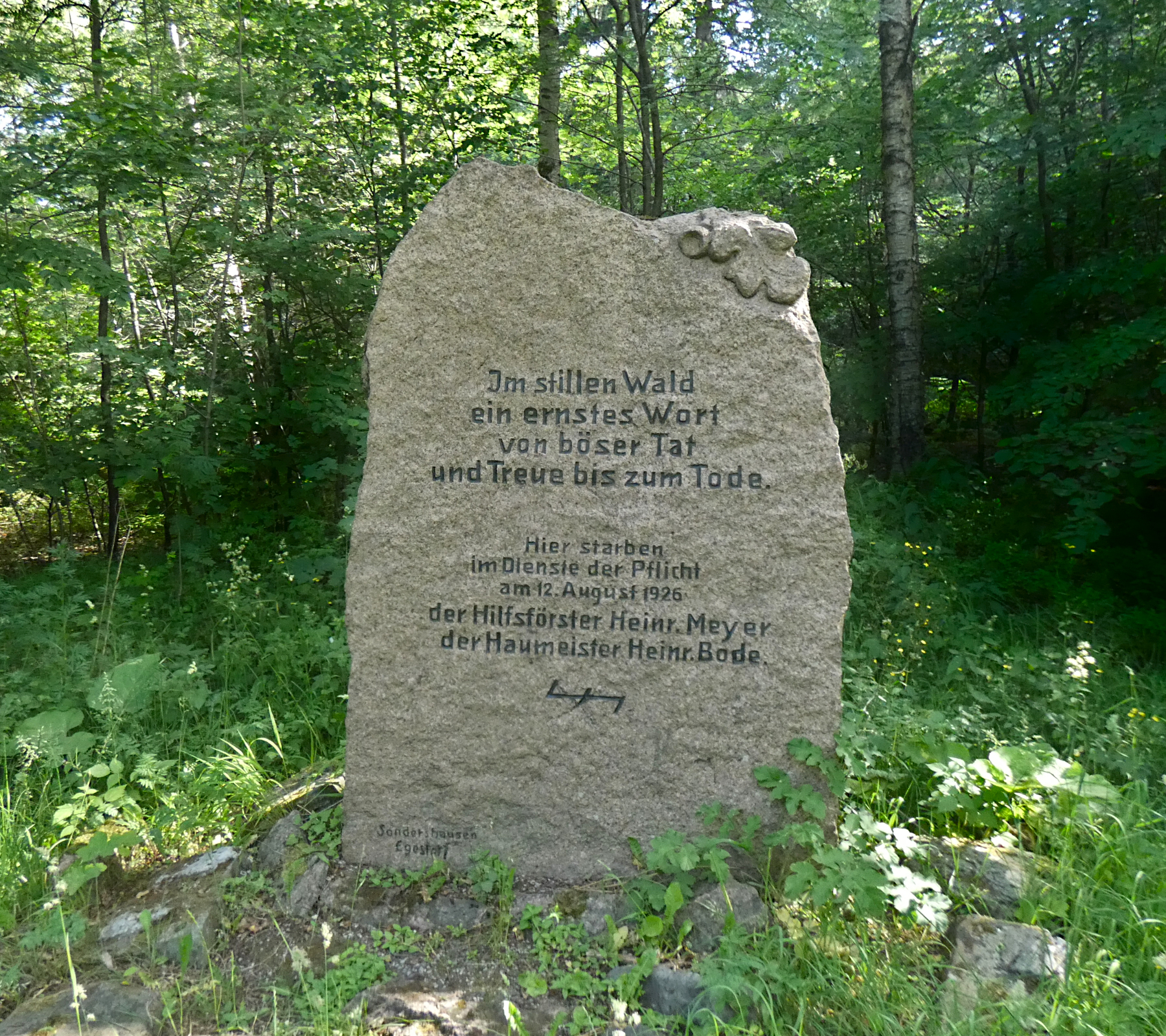
Das Försterdenkmal am Kammweg des Deisters oberhalb von Wennigser Mark

Das Försterdenkmal am Kammweg auf dem Deister oberhalb von Wennigser Mark ist ein Gedenkstein für den 1926 vor Ort ermordeten Hilfsförster Heinrich Meyer und den Haumeister Heinrich Bode. Der von dem Egestorfer Steinbildhauer Karl Sondershausen behauene Stein wurde 1927 auf halber Strecke zwischen dem Nienstedter Pass und dem Annaturm aufgestellt.

## Doppelmord
Am frühen Morgen des 12. August 1926 war der Pole Felix Dymbkowski auf dem Kammweg unterwegs in Richtung Hannover. In seinem Rucksack trug er Beute aus einem Einbruch bei sich, den er zusammen mit einem Komplizen in der Nacht in Lauenau begangen hatte.
Hilfsförster Meyer und Haumeister Bode waren im Deister zur Jagd unterwegs. Sie verlangten den Inhalt des Rucksackes des vermeintlichen Wilddiebs zu sehen.
Dieser feuerte mindestens drei Schuss aus einer Pistole, Kal. 7,65 mm und traf beide tödlich. Er versteckte die Leichen wenige Meter vom Wege im Unterholz und raubte ihre Wertsachen.
Der Täter wurde einige Zeit später durch einen Komplizen verraten, vom Schwurgericht Hannover zum Tode verurteilt und am 1. Juli 1927 im Gefängnishof an der Celler Straße enthauptet.

## Denkmal
Das am 22. Mai 1927 eingeweihte Denkmal besteht aus einer etwa rechteckigen 2 m hohen, 1,35 m breiten und 40 cm dicken Bruchsteinplatte auf einem Bruchsteinfundament. In der rechten oberen Ecke ist ein Eichenblatt als Relief gearbeitet.
Das Denkmal trägt die Inschrift 

„Im stillen Wald
ein ernstes Wort
von böser Tat
und Treue bis zum Tode.
Hier starben
im Dienste der Pflicht
am 12. August 1926
der Hilfsförster Heinr. Meyer
der Haumeister Heinr. Bode.“

Darunter ist eine Wolfsangel, das Symbol des hannoverschen Forst- und Jagddienstes, abgebildet.
Unten links trägt das Denkmal den Namen des Steinmetz Sondershausen Egestorf.